# Stadion der Freundschaft
Lo Stadion der Freundschaft (Stadio dell'Amicizia) è uno stadio di calcio di Cottbus, città della Germania. Edificato nel 1930, ha una capienza di 22.528 posti e ospita le partite casalinghe dell'Energie Cottbus.